# سفين فيشر
سفين فيشر (Sven Fischer) هو لاعب أولمبي لرياضة بياثلون من ألمانيا. شارك في الأولمبياد الشتوي في 1994–2006، وفاز بما مجموعه 8 ميداليات.

## الميداليات
| ذهب | فضة | برونز | المجموع |
| 4   | 2   | 2     | 8       |

## روابط خارجية
- سفين فيشر على موقع IMDb (الإنجليزية)
- سفين فيشر على موقع IBU (الإنجليزية)
- سفين فيشر على موقع أوليمبيديا (الإنجليزية)